# Kjongsan
Kjongsan je město v Jižní Koreji v provincii Severní Kjongsang. Na západě hraničí s metropolitním městem Tegu a je součástí jeho aglomerace.
Nachází se zde mnoho univerzit, např. Univerzita Jongnam. Městskou květinou je magnolie, ptákem straka a stromem jinan dvoulaločný.

## Administrativní dělení
- Hayang Eup (하양읍)
- Jillyang Eup (진량읍)
- Wachon-myeon (와촌면)
- Jain-myeon (자인면)
- Yongseong-myeon (용성면)
- Namsan-myeon (남산면)
- Apyang-myeon (압량면)
- Namcheon-myeon (남천면)
- Jungang-dong (중앙동)
- Dongbu-dong (동부동)
- Seobu1-dong (서부1동)
- Seobu2-dong (서부2동)
- Nambu-dong (남부동)
- Bukbu-dong (북부동)
- Jungbang-dong (중방동)

## Partnerská města
- Jójó
- Ťiao-nan
- Chang-čou
- Kangdong
- Sinan